# سید عبدالکریم هاشمی‌نژاد
سید عبدالکریم هاشمی‌نژاد (۵ مرداد ۱۳۱۱ – ۷ مهر ۱۳۶۰) روحانی و خطیب، نویسنده و مدرس حوزه علمیه و دبیر حزب جمهوری اسلامی در مشهد بود.وی در مهر ۱۳۶۰ توسط سازمان مجاهدین خلق در دفتر حزب جمهوری اسلامی در مشهد و بوسیله نارنجک ترور شد. وی یکی از سران اصلی انقلاب ۱۳۵۷ در مشهد و استان خراسان بود.

## زندگی و تحصیلات
عبدالکریم هاشمی‌نژاد در ۵ مرداد ۱۳۱۱ در بهشهر مازندران و در خانواده‌ای مذهبی متولد شد.
دوران تحصیلات ابتدایی خود را نزد محمد کوهستانی در حوزه علمیه روستای کوهستان به پایان رساند. سپس به قم رفت و دروس عالیهٔ حوزه را تحت شاگردی بروجردی و خمینی، محمدصدوقی و سید رضا صدر گذراند و در سن ۲۷ سالگی به درجهٔ اجتهاد رسید. او مدت کمی را هم در نجف به تحصیل پرداخت. پس از آن به مشهد مهاجرت نموده و مشغول تدریس و تبلیغ شد. هاشمی‌نژاد مطالعات زیادی هم در علوم مختلف روز داشت و بیشتر بحث‌ها و کلاس‌های او غیر از حوزهٔ علمیه با قشر جوان به‌خصوص دانشجویان بود و بعضی از کتاب‌های او محصول همین کلاس‌ها هستند.

## فعالیت سیاسی
در جریان ۱۵ خرداد او جزو اولین دستگیرشدگان بود. او از سال ۱۳۴۲ تا ۱۳۵۷ پنج بار بازداشت شد. بازداشت دوم وی به جریان مسجد فیل مربوط می‌شد. در ۲۲ مهر ۱۳۴۲ سخنرانی وی در مسجد فیل، به درگیری میان مردم و نیروهای امنیتی انجامید و دو نفر کشته شدند و ساواک هاشمی‌نژاد را دستگیر نمود. پس از پایان یافتن دومین دورهٔ دستگیری‌اش فعالیت سیاسی را از سر گرفت و جلسات بحث و انتقاد دینی را ادامه داد. هاشمی‌نژاد که در مشهد در هیچ مکانی حق منبر رفتن و سخن گفتن را نداشت، در این مدت توانست در شهرستان‌های مختلف ایران سخنرانی‌هایی ترتیب دهد تا این که بار دیگر در سال ۱۳۵۰ پس از ده شب سخنرانی مستمر پیرامون علت عقب‌ماندگی مسلمین در یکی از مساجد شیراز دستگیر و زندانی شد و از آن پس برای همیشه در سرتاسر کشور ممنوع‌المنبر شد. هاشمی‌نژاد روز ۱۸ تیر ۱۳۵۴ به اتهام اقدام علیه امنیت کشور، همراه عباس واعظ طبسی و تنی چند از مبارزین دستگیر و روز ۲ دی ۱۳۵۴ به دو سال زندان محکوم شد. آخرین بازداشت وی مربوط بود به ۲۲ خرداد ۱۳۵۷ و اوج‌گیری انقلاب اسلامی که پس از یک روز با تحصن مردم در بیت سید عبدالله شیرازی آزاد شد. هاشمی‌نژاد از محرکان اصلی جنبش انقلاب اسلامی در مشهد شناخته شده است.

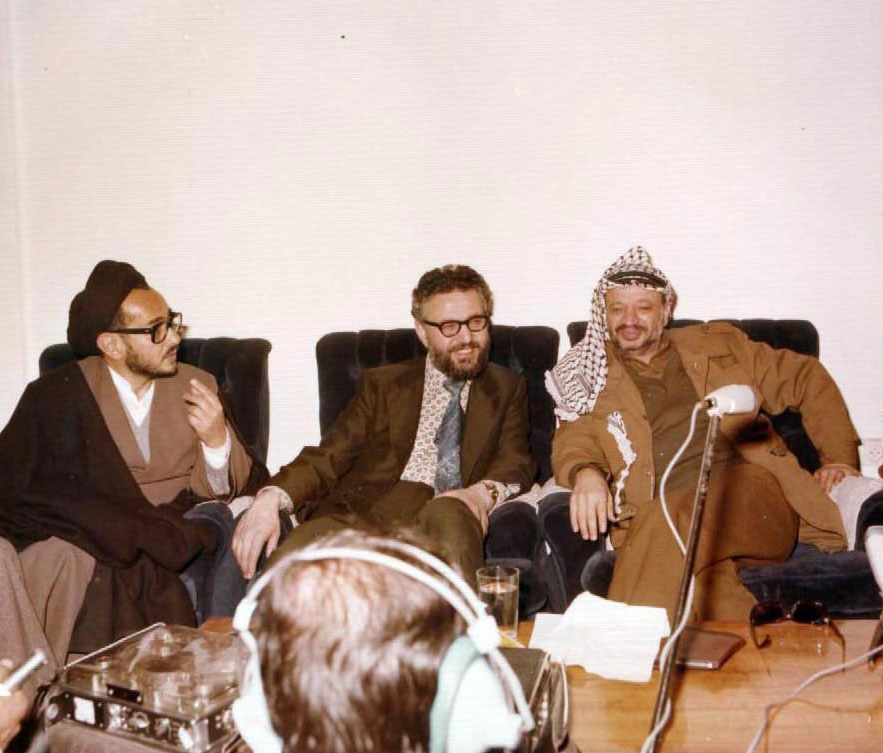
یاسر عرفات در مشهد، با ابراهیم یزدی و عبدالکریم هاشمی‌نژاد (چپ) - اسفند ۱۳۵۷

## پس از انقلاب
هاشمی‌نژاد پس از انقلاب و با تشکیل مجلس خبرگان قانون اساسی و در جریان تدوین قانون اساسی نمایندهٔ اول استان مازندران بود و نقش مؤثری در تصویب اصول مهم آن داشت. وی پس از انقلاب هیچ سمت رسمی قبول نکرد و تنها سمت رسمی وی دبیری حزب جمهوری اسلامی در مشهد بود.

## ترور
هاشمی‌نژاد سرانجام در روز ۷ مهر ۱۳۶۰ در حالی که در محل دفتر حزب جمهوری اسلامی در خیابان عشرت‌آباد مشهد که بعداً به نام او تغییر نام داد حضور داشت، بر اثر انفجار انتحاری نارنجک یکی از اعضاء نفوذی سازمان مجاهدین خلق بنام هادی علوی ترور و مجروح شد و پس از انتقال به بیمارستان بر اثر شدت جراحات به شهادت رسید. پیکر وی پس از تشییع، در رواق دارالسلام حرم امام رضا به خاک سپرده شد.

## آثار
- مناظره دکتر و پیر (رمان)
- درسی که حسین (ع) به انسان‌ها آموخت
- مسائل عصر ما
- رهبران راستین
- هستی بخش
- قرآن و کتاب‌های دیگر آسمانی
- مشکلات مذهبی روز

## یادبودها
فرودگاه بین‌المللی مشهد بنام او فرودگاه بین‌المللی شهید هاشمی‌نژاد نامیده شده است.
و همچنین مدارس سمپاد واقع در مشهد به نام شهید هاشمی‌نژاد نامیده شده‌اند.